# Guba
Guba (em árabe: القبة‎; romaniz.: Alguba) é uma cidade do leste da Líbia, no distrito de Derna. Ela é a povoação mais populosa entre Derna e Baida. Em duas ocasiões, em 1983 e em 2001, foi capital de Guba. Carrapatos da espécie Rhipicephalus sanguineus são endêmicos em Guba.

## História
Em 1967, segundo fotos de satélite, 5,5 quilômetros quadrados eram cultivados Em Guba e desse total 78% era destinado ao cultivo de cereais. Em setembro de 2014, um posto de Califa Haftar ao sul de Guba foi atacado por jiadistas. Em fevereiro de 2015, foi vítima de atentado triplo reivindicado pelo Estado Islâmico; à época, estava sob controle de Califa Haftar. Em junho, o Médicos Sem Fronteiras empenhou-se para aumentar a hospitalização e a capacidade do tratamento emergencial no centro médico de Guba. Em dezembro de 2017, os locais atacaram as estações eleitorais e vandalizaram os pôsteres dos números dos candidatos em apoio a Califa Haftar.